# استوارت پیرس
 استوارت پیرس  (به انگلیسی: Stuart Pearce) زادهٔ ۲۴ آوریل ۱۹۶۲ بازیکن فوتبال اهل انگلستان بود که سابقهٔ بازی در تیم ملی فوتبال انگلستان را در کارنامهٔ خود دارد. وی در تاریخ ۱۹ مه ۱۹۸۷ نخستین بازی ملی خود را در مقابل تیم ملی فوتبال برزیل انجام داد و با حضور در ۷۸ بازی ملی، در تاریخ ۸ سپتامبر ۱۹۹۹ واپسین بازی ملی‌اش را در برابر تیم ملی فوتبال لهستان برگزار کرد.
این بازیکن توانسته در بازی‌های ملی، ۵ گل به ثمر برساند.